# Conceitos e métodos da antropologia
A Antropologia durante sua formação enquanto disciplina desenvolveu um saber particular, construindo conceitos, discussões teóricas e metodologias particulares:
- alteridade
- etnografia
- etnologia
- outro
- natureza e cultura
- etnocentrismo
- relativismo (antropologia)
- natureza e cultura
- representações (antropologia)
- categorias (antropologia)
- informantes